# Vialas
Vialas település Franciaországban, Lozère megyében. Lakosainak száma 447 fő (2022. január 1.). Vialas Concoules, Génolhac, Chamborigaud, Pont-de-Montvert-Sud-Mont-Lozère és Ventalon-en-Cévennes községekkel határos.

## Népesség
A település népessége az elmúlt években az alábbi módon változott:
| Lakosok száma | 352  | 356  | 384  | 423  | 447  | 439  | 432  | 424  | 429  | 447  |
|               | 1968 | 1982 | 1990 | 2006 | 2013 | 2015 | 2017 | 2019 | 2020 | 2022 |